# O Tempo Não Para (telenovela)
O Tempo Não Para é uma telenovela brasileira produzida e exibida pela TV Globo de 31 de julho de 2018 a 28 de janeiro de 2019, em 156 capítulos. Substituiu Deus Salve o Rei e foi substituída por Verão 90, sendo a 92.ª “novela das sete” exibida pela emissora.
Teve a autoria de Mário Teixeira, com colaboração de Bíbi Da Pieve, Tarcísio Lara Puiati e Marcos Lazarini, contou com a direção de Felipe Louzada, Maurício Guimarães e João Bolthauser. A direção geral foi de Marcelo Travesso e Adriano Melo e direção artística de Leonardo Nogueira.
Contou com as atuações de Juliana Paiva, Nicolas Prattes, Edson Celulari, Christiane Torloni, Rosi Campos, Regiane Alves, João Baldasserini e Cleo nos papeis principais.

## Enredo
A trama inicia em 1886 e apresenta a família Sabino Machado, moradora de São Paulo e proprietária de diversas terras para exploração de ouro e minério, além de investimentos em telefonia. Todos embarcam em um dos navios mais seguros da época, o Albatroz, rumo à Europa. Dom Sabino (Edson Celulari) planeja a viagem para conhecer o estaleiro que comprou na Inglaterra e manter a filha Marocas (Juliana Paiva) longe do falatório da cidade, após ela recusar um casamento no altar. A viagem tem um desvio de rota para uma breve visita à Patagônia, quando o navio se choca com um iceberg.
O navio naufraga e, devido à baixa temperatura da água, grande parte dos passageiros acaba congelando. Treze pessoas a bordo congelam: a família Sabino Machado, composta por Dom Sabino, sua esposa Dona Agustina (Rosi Campos), e suas filhas Marocas e as gêmeas Nico (Raphala Alvitos) e Kiki (Natthália Gonçalves), além dos escravos Damásia (Olívia Araújo), Cairu (Cris Vianna), Cesária (Aline Dias), Menelau (David Júnior) e Cecílio (Maicon Rodrigues), o guarda-livros Teófilo (Kiko Mascarenhas), a preceptora Miss Celine (Maria Eduarda de Carvalho) e o jovem Bento (Bruno Montaleone), além do cão fox terrier da família, o Pirata.
Em 2018, 132 anos depois, um grande bloco de gelo se aproxima da praia do Guarujá, em São Paulo. Samuca (Nicolas Prattes), um empresário engajado em causas sociais, dono da holding SamVita e da Fundação Vita — focada em reciclagem — está surfando e é o primeiro a avistar o bloco, que está a mais de três mil quilômetros do local do acidente. Filho da também empresária Carmem (Christiane Torloni) e noivo da ardilosa Betina (Cleo), ele logo fica fascinado pelo rosto congelado de Marocas. Uma fissura ameaça partir o bloco e Samuca, numa reação para salvar Marocas, se agarra ao pedaço do bloco em que ela está e são puxados pela corrente para o fundo. Eles então chegam à fictícia Ilha Vermelha. Recolhidos com ajuda das autoridades, os demais congelados são levados para a Criotec, laboratório especializado em criogenia. A chegada do iceberg logo gera curiosidade e comoção nacional, acendendo a ambição do advogado Emílio Inglês de Souza (João Baldasserini), que se aproxima dos congelados com objetivos pessoais, e, aos poucos, cada um deles irá despertar à sua maneira, onde terão que enfrentar a nova realidade contemporânea.

## Elenco
| Intérprete                | Personagem |
| ------------------------- | --- |
| Juliana Paiva             | Maria Marcolina Sabino Machado (Marocas)                                                                        |
| Nicolas Prattes           | Samuel Tercena de Faria (Samuca)                                                                                |
| Cleo                      | Betina Carvalhal                                                                                                |
| Felipe Simas              | Elmo Viégas |
| Maria Eduarda de Carvalho | Celine Elizabeth Fielding (Miss Celine)                                                                         |
| Christiane Torloni        | Carmen Tercena                                                                                                  |
| Edson Celulari            | Teotônio Augusto Sabino Machado (Dom Sabino)                                                                    |
| Rosi Campos               | Agustina Maria Consolata da Concepção das Dores Sagradas Sousa de Alburquerque Cavalcante Penedo Sabino Machado |
| Regiane Alves             | Mariacarla Borelli                                                                                              |
| João Baldasserini         | Emílio Inglês de Souza                                                                                          |
| João Baldasserini         | Lúcio Inglês de Souza                                                                                           |
| Adriane Galisteu          | Zelda Larocque                                                                                                  |
| Carol Castro              | Comandante Waleska Tibério Souto (Wal)                                                                          |
| Marcos Pasquim            | Marino Santiago                                                                                                 |
| Alexandra Richter         | Monalisa Santiago                                                                                               |
| Kiko Mascarenhas          | Teófilo Magalhães Quaresma                                                                                      |
| Solange Couto             | Albina Tibério Souto (Coronela)                                                                                 |
| Eva Wilma                 | Dr.ª Petra Vaisánen                                                                                             |
| Luiz Fernando Guimarães   | Dr. Amadeu Baroni                                                                                               |
| Milton Gonçalves          | Eliseu Emerenciano                                                                                              |
| Juliana Alves             | Maria José Viana (Mazé)                                                                                         |
| Rui Ricardo Diaz          | Adam Emerenciano da Silva (Barão)                                                                               |
| Carol Macedo              | Paulina Emerenciano da Silva                                                                                    |
| Micael Borges             | Laércio Batista Emerenciano (Lalá)                                                                              |
| Talita Younan             | Vera Lúcia Ribeiro                                                                                              |
| Maicon Rodrigues          | Cecílio Sabino Machado                                                                                          |
| Rafaela Mandelli          | Dr.ª Helen Azeredo                                                                                              |
| Bruno Montaleone          | Francisco Bento de Castro Domingues (Bento)                                                                     |
| Malu Falangola            | Natália Figueiroa (Nat)                                                                                         |
| Raphael Viana             | Capitão Mateus Gonzaga                                                                                          |
| Bia Montez                | Januza Palhares                                                                                                 |
| David Junior              | Menelau Sabino Machado                                                                                          |
| Lucy Ramos                | Vanda Lorde |
| Cris Vianna               | Cairu Sabino Machado                                                                                            |
| Olívia Araújo             | Cesária Sabino Machado                                                                                          |
| Aline Dias                | Damásia Sabino Machado                                                                                          |
| Wagner Santisteban        | Pedro Parede |
| Ricardo Duque             | Florêncio |
| Léo Bahia                 | Igor Vilas (Poc)                                                                                                |
| Cyria Coentro             | Marciana Ribeiro                                                                                                |
| Cláudio Mendes            | Dr. Herberto Douglas                                                                                            |
| Beatriz Campos            | Agnese |
| Alexandre Barros          | Padre Luís |
| João Fernandes            | Gabriel (Gabiru)                                                                                                |
| Pedro Baião               | Rafael Saavedra                                                                                                 |
| Ingrid Klug               | Belém Dias Roset                                                                                                |
| Nathalia Serra            | Elza |
| Fhelipe Gomes             | Lucas Ribeiro                                                                                                   |
| Max Lima                  | Omar Viana Emerenciano                                                                                          |
| Raphaela Alvitos          | Maria Nicolina Sabino Machado (Nico)                                                                            |
| Natthália Gonçalves       | Maria Quitéria Sabino Machado (Kiki)                                                                            |

### Participações especiais
| Intérprete        | Personagem                       |
| ----------------- | -------------------------------- |
| Nelson Freitas    | Livaldo Tácito de Faria (Lilico) |
| Sérgio Menezes    | Dr. Tales Gentil                 |
| Matheus Lisboa    | Pedro Ramos (Pierre)             |
| Cleiton Morais    | Almirante Bastos                 |
| Adriana Prado     | Delegada Julia Amaralina         |
| Paulo Giardini    | Almirante Fidélio                |
| Silvio Mattos     | Padre Amaro                      |
| Ana Paula Botelho | Guerta                           |
| Vanessa Bueno     | Aimée                            |
| Tadeu Mello       | Cocheiro                         |
| Juliana Martins   | Assistente social                |
| Cláudio Amado     | Chef da SamVita                  |
| Jessica Córes     | Idalina                          |
| Gustavo Trestini  | Delegado de 1886                 |
| Luís Magnelli     | Padre de 1886                    |
| Antônio Pedro     | Médico de 1886                   |
| Ana Jansen        | Celeste                          |
| Tarciana Saad     | Cabo Diana                       |
| Patrícia Costa    | Alceste                          |
| Viviani Rayes     | Almirante                        |
| Bruce Brandão     | Maciel                           |
| Well Aguiar       | Honório                          |
| Júlia Oristânio   | Malka                            |
| Thiago Justino    | Dom Obá II D’África              |
| Marcel Octávio    | Simão Craveiro                   |
| James Arthur      | Ele mesmo                        |

## Produção
As gravações do primeiro capítulo aconteceram nos Estúdios Globo e na praia de Pernambuco, no Guarujá, sendo necessários vários recursos para as gravações. Para o bloco de gelo que surgiu no litoral paulista foram usados efeitos chroma-key e reais, sendo feitos de uma espécie de silicone, que seria o iceberg. As cenas de close foram gravadas numa piscina, dentro dos estúdios Globo. Na praia houve uma equipe muito grande, formada porː sete câmeras, três helicópteros, quatro barcos, quatro jet skis. Tudo isso em volta de uma balsa e boias que eram o tracking. As cenas do naufrágio do Albatroz foram feitas em boa parte nos estúdios. A parte externa da embarcação foi modelada em 3D, enquanto os cenários foram montados. A área da casa de máquinas, por exemplo, possui 24 metros quadrados e foi construída dentro de um tanque cheio com 90 litros de água, pronta para ser inundada na cena em que o Albatroz colide com o imenso bloco de gelo. O processo de inundação durou cerca de 20 segundos.

### Escolha do elenco
Klebber Toledo foi o primeiro nome pensado para viver o protagonista Samuel, porém seus compromissos com a série Ilha de Ferro fizeram com que o ator deixasse a trama e Nicolas Prattes, que até então estava escalado para Verão 90, foi remanejado para o seu lugar. Christiane Torloni, que também faria Verão 90, foi outra remanejada. Monica Iozzi foi convidada para interpretar Zelda, mais prefiriu fazer A Dona do Pedaço, sendo substituída por Adriane Galisteu, marcando sua volta às novelas, cujo último papel fora em Fascinação, em 1998, e sendo o primeiro trabalho da atriz, no gênero, na TV Globo, após anos como apresentadora.
A Atriz Eva Wilma fez uma participação especial no começo da trama como a Doutora Petra Vaisánen, personagem que era responsável pelas pesquisas feitas nos congelados. Mais tarde, ela foi sequestrada por Amadeu (Luiz Fernando Guimarães) e resolveu fugir do pais com medo, mas voltou nos capítulos finais. As cenas de despedida da personagem foram ao ar em 22 de setembro de 2018.

## Exibição
O Tempo Não Para estava prevista para substituir Verão 90 em janeiro de 2019, estava definida com a escalação das tramas Fora de Órbita, de Rui Vilhena, e Barba Azul, de Antônio Calmon, mas ambas acabaram canceladas em períodos distintos, pelo diretor de dramaturgia Silvio de Abreu. Esta última já havia sido adiada após seu diretor, Jorge Fernando ter ficado em recuperação após sofrer um Acidente Vascular Cerebral (AVC). No entanto, acabou por ser adiada novamente por conta da dificuldade da produção da trama em conseguir os direitos autorais de videoclipes originais da década de 1980 — onde se passa parte da trama —, além de possíveis citações à política do início da década de 1990, que poderiam ter implicações futuras em ano eleitoral.  Com isso, a ordem de sucessão do horário das sete horas foi invertida e O Tempo Não Para passou a ser substituta de Deus Salve o Rei. A data de estreia — 31 de julho de 2018 — foi confirmada em abril de 2018 pelo jornalista Flávio Ricco.
O primeiro teaser foi divulgado em 1.º de julho de 2018 e apresenta diversos avanços históricos entre o período em que a novela se inicia até o período contemporâneo (abolição da escravatura, Proclamação da República, Guerra Fria e redes sociais), encerrando com um destaque para o núcleo principal (Família Sabino e agregados) e a frase "E se você viesse do passado? E se você não soubesse nada sobre tudo isso?".
No dia 10 de julho de 2018 a emissora lançou a primeira chamada da novela. Com música de abertura regravada por Ivete Sangalo, o segundo teaser - mais longo que o 1.º, mostra Samuca e Marocas. O jovem paulista, que é um dos empresários mais ricos do país, encontra a primogênita da família Sabino Machado, no fundo do mar em estado de congelamento. O rapaz fica encantado com a moça do século XIX. No dia 9 de outubro de 2018 foi reclassificada pelo Ministério da Justiça como não recomendada para menores de 12 anos.
Devido a uma estratégia da Globo para atrair espectadores para o seu serviço de streaming, Globoplay, O Tempo Não Para não teve seu último capítulo reprisado no dia seguinte, como havia acontecido com as suas antecessoras desde o fim da década de 1970. A estratégia no entanto foi abandonada com a sua sucessora, Verão 90, aproveitando-se da volta do expediente de se encerrar as tramas das 19h e também das 18h às sextas e não mais no meio da semana, como vinha acontecendo desde Totalmente Demais.

## Recepção

### Audiência
O primeiro capítulo registrou 32 pontos de média na Grande São Paulo, com 46% de participação em geral, sendo essa a maior audiência de toda a novela.  Foi a melhor estreia no horário das 19h desde Cheias de Charme, em 2012, que marcou 35 pontos no primeiro capítulo.  No Rio de Janeiro, a trama marcou 34 pontos de média na estreia, com 49% de participação, o maior número no horário desde 2010. O seu segundo capítulo manteve praticamente a mesma audiência, marcando 31 pontos na Grande São Paulo, mantendo um bom resultado, considerando que na quarta-feira a novela começa mais cedo por conta dos jogos de futebol.  A trama obteve em sua primeira semana 29,4 pontos de média na Grande São Paulo, sendo o melhor índice na primeira semana de uma novela das 19h desde Três Irmãs, em 2008, que marcou 30 pontos de média nos primeiros seis dias. No Rio de Janeiro, teve média de 31 pontos na primeira semana.
A partir do seu terceiro mês, porém, a novela começou a cair sucessivamente em sua média de audiência e passou a oscilar entre os 21 e 23 pontos, mantendo médias inferiores a produções anteriores no horário das 19h. Seu pior desempenho foi registrado no dia 31 de dezembro de 2018, quando marcou 14 pontos na Grande São Paulo. A falta de conflitos relevantes e o esgotamento da história dos descongelados ao se adaptar aos dias atuais – considerada muito rápida – foram os principais fatores apontados como negativos pelo público e pelos jornalistas especializados. Além disso, a trama foi intensamente criticada por focar apenas no núcleo principal, enquanto os demais personagens acabaram sem função, sendo considerados pela crítica como "figurantes de luxo". O autor da novela, Mário Teixeira, atribuiu a queda na audiência ao horário político.
O penúltimo capítulo marcou 19 pontos na Grande São Paulo, sendo a pior média no penúltimo capítulo de uma novela das 19h, até então. Já o último capítulo marcou 25 pontos, representando uma queda de nove pontos em relação à antecessora, Deus Salve o Rei, que marcou 34 pontos, e tornou-se a segunda pior audiência no capítulo final de uma novela das 19h até então, superada apenas por Geração Brasil, que marcou 22 pontos – considerada o maior fracasso do horário até então. A trama terminou com média geral de 24 pontos, a pior em cinco anos, desde I Love Paraisópolis, curiosamente do mesmo autor. A tradicional reprise do último capítulo foi cancelada como parte de uma nova estratégia da emissora para valorizar o Globoplay, plataforma de streaming do Grupo Globo, que disponibilizaria os capítulos finais, na íntegra, para os assinantes.

### Prêmios e indicações
| Ano  | Prêmio                    | Categoria                | Indicado        | Resultado | Ref.          |
| ---- | ------------------------- | ------------------------ | --------------- | --------- | ------------- |
| 2018 | Troféu APCA               | Dramaturgia              | Mário Teixeira  | Indicado  | [ 54 ] [ 55 ] |
| 2018 | Troféu APCA               | Melhor Ator              | Edson Celulari  | Indicado  | [ 54 ] [ 55 ] |
| 2018 | Prêmio Extra de Televisão | Melhor Novela            | Mário Teixeira  | Indicado  | [ 56 ]        |
| 2018 | Prêmio Extra de Televisão | Melhor Atriz             | Juliana Paiva   | Indicado  | [ 56 ]        |
| 2018 | Prêmio Extra de Televisão | Melhor Ator              | Edson Celulari  | Indicado  | [ 56 ]        |
| 2018 | Prêmio Extra de Televisão | Melhor Atriz Coadjuvante | Rosi Campos     | Indicado  | [ 56 ]        |
| 2019 | Troféu Imprensa           | Melhor Ator              | Nicolas Prattes | Indicado  |               |
| 2019 | Troféu Internet           | Melhor Novela            | Mário Teixeira  | Indicado  |               |
| 2019 | Troféu Internet           | Melhor Ator              | Edson Celulari  | Indicado  |               |
| 2019 | Troféu Internet           | Melhor Ator              | Nicolas Prattes | Venceu    |               |

## Música

### Trilha sonora
A trilha sonora da telenovela foi lançada em 24 de agosto de 2018, em formatos download digital e CD pela gravadora Som Livre. A capa apresenta os protagonistas Nicolas Prattes e Juliana Paiva, caracterizados como "Samuca" e "Marocas", respectivamente.
| N.º | Título                                                          | Artista                              | Duração |  |
| 1.  | "Eu Nasci Há Dez Mil Anos Atrás"                                | Ivete Sangalo                        | 4:06    |  |
| 2.  | "O Tempo Não Para"                                              | Elza Soares                          | 4:16    |  |
| 3.  | "Me Sinto Ótima"                                                | Banda do Mar                         | 3:50    |  |
| 4.  | "Mulher Feita"                                                  | Projota                              | 3:13    |  |
| 5.  | "Impossível Acreditar Que Perdi Você"                           | Vanessa da Mata                      | 2:26    |  |
| 6.  | "Baby, Eu Queria"                                               | Marcella Fogaça e Nando Reis         | 3:01    |  |
| 7.  | "Raindrops Keep Fallin' on My Head"                             | Dan Torres                           | 2:37    |  |
| 8.  | "You Sexy Thing"                                                | Hot Chocolate                        | 4:04    |  |
| 9.  | "No Excuses"                                                    | Meghan Trainor                       | 2:32    |  |
| 10. | "25 Reasons"                                                    | Louis Berry                          | 3:25    |  |
| 11. | "It's the End of the World as We Know It (And I Feel Fine)"     | R.E.M.                               | 4:06    |  |
| 12. | "Paradise"                                                      | George Ezra                          | 3:42    |  |
| 13. | "Totalmente Tchá Tchá Tchá"                                     | Silvia Machete                       | 3:49    |  |
| 14. | "Hanging Loose"                                                 | Ina Forsman                          | 3:18    |  |
| 15. | "Tu Veux ou Tu Veux Pas (Nem Vem Que não Tem)" (com Mart'nália) | Valerie Lu                           | 3:33    |  |
| 16. | "Desde Que o Samba É Samba"                                     | Diogo Nogueira e Hamilton de Holanda | 4:17    |  |
| 17. | "Se Você Pensa"                                                 | Simone Mazzer e Cotonete             | 3:59    |  |

### Instrumental
A trilha sonora instrumental da novela foi composta por Nani Palmeira e Rafael Langoni Smith. A capa do álbum apresenta o logotipo da novela. Ao todo são 42 faixas, que representam os personagens Marocas, Samuca, Dom Sabino, Dona Agustina, Coronela, Teófilo, Betina, Amadeu, entre outros.
| N.º | Título                                | Artista                             | Duração |  |
| 1.  | "Marocas Curiosa"                     | Nani Palmeira, Rafael Langoni Smith | 1:47    |  |
| 2.  | "Samuca e Marocas"                    | Nani Palmeira, Rafael Langoni Smith | 2:40    |  |
| 3.  | "O Albatroz"                          | Nani Palmeira, Rafael Langoni Smith | 3:10    |  |
| 4.  | "Marocas Apaixonada"                  | Nani Palmeira, Rafael Langoni Smith | 3:40    |  |
| 5.  | "Estranhas Maravilhas"                | Nani Palmeira, Rafael Langoni Smith | 1:31    |  |
| 6.  | "Vida Após o Gelo"                    | Nani Palmeira, Rafael Langoni Smith | 3:27    |  |
| 7.  | "Samuca e Marocas Romace"             | Nani Palmeira, Rafael Langoni Smith | 3:12    |  |
| 8.  | "Sabininhas"                          | Nani Palmeira, Rafael Langoni Smith | 1:26    |  |
| 9.  | "Emílio"                              | Nani Palmeira, Rafael Langoni Smith | 2:25    |  |
| 10. | "Petra"                               | Nani Palmeira, Rafael Langoni Smith | 2:14    |  |
| 11. | "Dom Sabino"                          | Nani Palmeira, Rafael Langoni Smith | 1:33    |  |
| 12. | "O Morto de Mentirinha"               | Nani Palmeira, Rafael Langoni Smith | 1:35    |  |
| 13. | "Dona Agustina" (com Daiana Mazza)    | Nani Palmeira, Rafael Langoni Smith | 2:03    |  |
| 14. | "Teófilo"                             | Nani Palmeira, Rafael Langoni Smith | 1:48    |  |
| 15. | "Dom Sabino Fulo"                     | Nani Palmeira, Rafael Langoni Smith | 1:06    |  |
| 16. | "Dom Sabino Rock Out 1"               | Nani Palmeira, Rafael Langoni Smith | 1:10    |  |
| 17. | "Emílio Perigoso"                     | Nani Palmeira, Rafael Langoni Smith | 2:25    |  |
| 18. | "Resgate em Alto Mar"                 | Nani Palmeira, Rafael Langoni Smith | 1:39    |  |
| 19. | "Posse do Barão"                      | Nani Palmeira, Rafael Langoni Smith | 2:14    |  |
| 20. | "Coronela Funk 1"                     | Nani Palmeira, Rafael Langoni Smith | 2:04    |  |
| 21. | "Vera Lúcia"                          | Nani Palmeira, Rafael Langoni Smith | 1:54    |  |
| 22. | "Tickle You Elmo"                     | Nani Palmeira, Rafael Langoni Smith | 1:36    |  |
| 23. | "Pedro Parede"                        | Nani Palmeira, Rafael Langoni Smith | 1:48    |  |
| 24. | "Coronela Funk 2"                     | Nani Palmeira, Rafael Langoni Smith | 1:44    |  |
| 25. | "Lalá Intriga"                        | Nani Palmeira, Rafael Langoni Smith | 1:58    |  |
| 26. | "Amadeu Baroni"                       | Nani Palmeira, Rafael Langoni Smith | 2:35    |  |
| 27. | "Betina Bass"                         | Nani Palmeira, Rafael Langoni Smith | 2:18    |  |
| 28. | "Betina Apronta"                      | Nani Palmeira, Rafael Langoni Smith | 1:56    |  |
| 29. | "Betina Movida"                       | Nani Palmeira, Rafael Langoni Smith | 2:11    |  |
| 30. | "Samuca"                              | Nani Palmeira, Rafael Langoni Smith | 2:43    |  |
| 31. | "Samuca 2"                            | Nani Palmeira, Rafael Langoni Smith | 2:10    |  |
| 32. | "Lalá"                                | Nani Palmeira, Rafael Langoni Smith | 1:37    |  |
| 33. | "Sol na Freguesia" (com Daiana Mazza) | Nani Palmeira, Rafael Langoni Smith | 2:02    |  |
| 34. | "Reaprendendo"                        | Nani Palmeira, Rafael Langoni Smith | 2:31    |  |
| 35. | "Ice Sprach Zarathustra"              | Nani Palmeira, Rafael Langoni Smith | 3:04    |  |
| 36. | "Marocas Doce"                        | Nani Palmeira, Rafael Langoni Smith | 3:02    |  |
| 37. | "Criotec"                             | Nani Palmeira, Rafael Langoni Smith | 2:22    |  |
| 38. | "Amor Filial"                         | Nani Palmeira, Rafael Langoni Smith | 3:36    |  |
| 39. | "Damásia"                             | Nani Palmeira, Rafael Langoni Smith | 1:26    |  |
| 40. | "Dom Sabino, É Uma Cilada"            | Nani Palmeira, Rafael Langoni Smith | 2:14    |  |
| 41. | "Amadeu Tilt"                         | Nani Palmeira, Rafael Langoni Smith | 2:53    |  |
| 42. | "Amadeu Um Fora"                      | Nani Palmeira, Rafael Langoni Smith | 1:16    |  |

### Outras canções
O Tempo Não Para conta ainda com as seguintes canções:
- "Envolvidão", Zeca Baleiro
- "O Bagulho Fica Doido", Nego do Borel
- "Naked", James Arthur
- "Victim of Love", Charles Bradley
- "Ice Ice Baby", Vanilla Ice
- "Morning Light", Justin Timberlake com participação de Alicia Keys
- "Jogando Sujo", Ludmilla
- "Donde (Remix)", Erika Ender e Gente de Zona
- "One Truth", Deborah Blando
- "Ta Tum Tum", MC Kevinho com participação de Simone & Simaria
- "Fall in Line", Christina Aguilera com participação de Demi Lovato